# De Beaufortlaan 6 (Baarn)
Villa Dovenvreugd aan de De Beaufortlaan 6 is een villa in Baarn in de provincie Utrecht. Het gebouw staat aan de De Beaufortlaan.
Het huis heeft gesneden consoles onder de dakgoten. Het pleisterwerk is later aangebracht. In het midden van de villa is een dakhuis. Het grootste deel van het huis wordt door hoge begroeiing aan het oog onttrokken.
De villa is in eerste instantie particulier bewoond geweest en bood vanaf 1953 plaats aan een instituut voor gehoor- en spraakgestoorden. Initiatiefnemers waren C. Timmer, voorzitter van de Nederlandse Christelijke Bond van Doven (NCBD) en mevrouw Vertregt-Oussoren, een onderwijzeres van instituut voor doven 'Effatha' in Voorburg. Een grootscheepse inzamelingsactie binnen de NCBD bracht ruim 26.000 gulden op. De aangekochte villa aan De Beaufortlaan 6 kreeg de naam Dovenvreugd. In 1972 werd de villa ontruimd omdat het te klein geworden. Het instituut verhuisde naar Ede, waar in de nieuwe wijk Veldhuizen De Gelderhorst werd geopend. Nadien heeft een handelsonderneming er zijn intrek in genomen.